# 秋田県道307号稲庭高松線
秋田県道307号稲庭高松線（あきたけんどう307ごう いなにわたかまつせん）は、秋田県湯沢市を通る一般県道である。

## 概要
湯沢市稲庭町の国道398号から分岐し、皆瀬川の岩城橋を渡り、対岸で左折、皆瀬川沿いに南下する。およそ2キロメートル先で山間部に入り、宇留院内峠を越えて宇留院内川沿いに進むと、終点の秋田県道51号湯沢栗駒公園線交点に至る。

### 路線データ
- 総延長 : 7.930 km[2]
- 実延長 : 7.930 km[2]
- 起点 : 秋田県湯沢市稲庭町字稲庭80番1（国道398号交点）[3]北緯39度6分24.98秒 東経140度34分58.12秒
- 終点 : 秋田県湯沢市高松字八乙女157番1（秋田県道51号湯沢栗駒公園線交点）[3]北緯39度3分54.56秒 東経140度31分42.79秒
- 未供用区間 : なし[2]

## 歴史
- 1983年（昭和58年）1月11日 - 秋田県道に認定される[3]。

## 路線状況

### 冬期閉鎖区間
- なし[4]

### 交通不能区間
- なし[5]

## 地理

### 交差する道路
| 施設名 | 接続路線名                 | 備考          | 所在地                                                  |
| ------ | -------------------------- | ------------- | ------------------------------------------------------- |
|        | 国道398号                  | 起点          | 湯沢市稲庭町字稲庭                                      |
|        | 秋田県道279号稲庭関口線    | 県道279号起点 | 湯沢市稲庭町字岩城北緯39度6分25.4秒 東経140度34分27.5秒 |
|        | 秋田県道51号湯沢栗駒公園線 | 終点          | 湯沢市高松字八乙女                                      |

### 沿線の施設など
- 皆瀬川